# Jean Salmon Macrin
Jean Salmon Macrin (Je[h]an Salmon bzw. Salmon Macrin, kurz Macrin; lateinischer Künstlername ab 1528 Salmonius Macrinus Iuliodunensis; * 1490 in Loudun; † 20. Oktober 1557 ebenda) war ein neulateinischer Dichter französischer Herkunft, um 1533–1534 zum Kammerherrn des Königs Franz I. ernannt.
Für seine an Catull und Horaz orientierte, kunstvolle Dichtung genoss Salmon Macrin in der ersten Hälfte des 16. Jahrhunderts hohes Ansehen. Er wirkte als unbestrittene Leitfigur seiner Zeitgenossen, bald auch der jüngeren Dichtergeneration. In der modernen Forschung wird Salmon Macrin als „der beste bis dahin aufgetretene horazisierende Dichter“ beurteilt.
NB: Die oft wiederkehrende Behauptung, dass der König Franz I. dem Dichter Jean Salmon den Beinamen Macrinus gegeben hätte, ist irrig.
Plausibel erscheint dagegen die Hypothese, dass der ausgesprochen religiöse und offensichtlich von Magerkeit gekennzeichnete Jean Salmon 1515 den Beinamen Macrinus selbst gewählt hat, nachdem er sich zunächst 1513 für den Beinamen Maternus entschieden hatte. Historische Begebenheit: Ende des dritten/Anfang des vierten Jahrhunderts unserer Zeit hat es einen Bischof gegeben (Sanctus Maternus), dessen Diakon den Namen Macrinus trug.

## Leben
Macrin wurde 1490 unter dem Namen Jean Salmon in Loudun (nahe Poitiers) geboren. Sein Vater, Pierre Salmon, war Weizenhändler. Seine Mutter, Nicole Tyrel, stammte aus dem Kleinbürgertum. Jean Salmon wuchs mit drei Geschwistern auf.
Jean Salmon ging in Loudun zur Schule und anschließend, auf Empfehlung seines Lehrers, Pierre Michel, zur Pariser Universität. Hier besuchte er die Literaturkurse des Theologen Jacques Lefèvre d’Étaples (Jacobus Faber Stapulensis) sowie des Italieners Girolamo Aleandro (Hieronymus Aleander), bei dem er Griechisch studierte.
Bald trat der junge Salmon in den Dienst des Antoine Bohier, des reichen Erzbischofs von Bourges, bei dem er als Sekretär bis zum Tode des Erzbischofs (1519) blieb, und anschließend in den Dienst des Hauses von René de Savoie, eines Onkels des Königs, als Privatlehrer seiner Söhne.
1528 heiratete Jean Salmon (im Folgenden „Salmon Macrin“, kurz „Macrin“ genannt) seine um 20 Jahre jüngere Landsfrau Guillonne Boursault, ein 18-jähriges Mädchen aus einer angesehenen Familie aus Loudun. Die junge Frau blieb in der Heimatstadt, so dass Macrin, durch seine beruflichen Verpflichtungen in der Ferne gebunden, selten die Möglichkeit hatte, einige Tage oder Wochen bei ihr und ihren bald geborenen gemeinsamen Kindern zu verbringen.
An dieser Situation änderte sich zwangsläufig nichts, nachdem Macrin in den Dienst des Königs getreten war. Das Amt eines Kammerherrn des Königs bekleidete er – neben anderen Künstlern wie den Dichtern Clément Marot und Claude Chappuys, dem Maler Jean Clouet, dem Übersetzer Antoine Macault – viele Jahre: zunächst im Gefolge des vorwiegend auf Reisen befindlichen Franz I.und nach dessen Tod (1547) am Hof von Heinrich II.
1550 verstarb in Loudun Macrins Ehefrau im Alter von 40 Jahren. Der schwer betroffene Dichter hielt sich ein letztes Mal – wohl einige Monate lang – am königlichen Hof auf, bevor er sich endgültig in seine Heimatstadt zurückzog. 1557 verstarb er selbst, mit 67 Jahren.

## Werk
Macrins dichterische Produktivität ist beeindruckend. Über ein Drittel der gesamten lateinischen Dichtung Frankreichs, die im zweiten Viertel des 16. Jahrhunderts herausgegeben wurde, stammt von ihm. Sieht man von den Beiträgen seiner Zeitgenossen ab, kommt man in seinen Büchern auf eine Gesamtsumme von über 1.100 Gedichten (ca. 40.000 Verse). Zu 90 % handelt es sich um erstveröffentlichte Stücke.
Macrins Gedichtsammlungen sind zwischen 1513 und 1550 erschienen. In diesem langen Zeitraum von 37 Jahren gibt es in seinem Werk zwangsläufig Schwankungen, abhängig von dem Alter des Dichters, seinem Entwicklungsstadium, seiner Motivation und/oder den historischen Ereignissen.

### 1513–1516: die Jugendwerke
Die vier ersten Bücher des Jean Salmon (Elegiarum ... liber u. a.), 1512–1516 erschienen, enthalten vorwiegend religiöse Gedichte. Diese kleinen Gedichtsammlungen sind das Produkt eines von seinem Umfeld als vielversprechend angesehenen jungen Dichters, der noch dem ausgehenden Mittelalter angehört.

### Schöpfungspause und Neuorientierung
Nach diesen ersten Publikationen veröffentlichte Macrin, beruflich wohl ausgelastet, 12 Jahre lang kein neues Buch.
Im Laufe dieser Jahre fanden unterdessen am königlichen Hof wesentliche Veränderungen statt. Seit 1515 regierte Franz I. Die Entwicklung der französischen Renaissance war in zahlreichen Bereichen im Gange (Architektur, Bildhauerei und Malerei, verfeinerte höfische Manieren, raffinierte Kleidermode). Die Gründung der Institution des lecteurs royaux (bzw. Collège des trois langues, späteres Collège de France) befand sich auf dem Weg ihrer Realisierung. Im humanistischen Kreis herrschte zunehmend Hochstimmung.
Hier fand Macrin den entscheidenden Impuls für eine Wiederaufnahme seiner dichterischen Tätigkeit. Seine Orientierung sollte nun aber eine völlig neue sein. Denn einerseits motiviert durch den hiesigen gesellschaftlichen und kulturellen Aufschwung und durch sein Bestreben, mit den neulateinischen Dichtern Italiens zu wetteifern, andererseits durch seine bevorstehende Eheschließung mit der jungen Guillonne und durch die Aussicht, seinen Teil zu der vielfach in der Literatur der Zeit thematisierten Rehabilitation der Frau und der Ehe beizutragen, entschied er sich für eine an Catull und Horaz orientierte, von warmherziger Liebe geprägte Ehedichtung.

### 1528–1534: die innovativen Werke
So entstand 1528 der Carminum libellus, der für das Ansehen des 38-jährigen Macrin als humanistischer Dichter bahnbrechend wurde. Daraufhin, durch diesen ersten Erfolg regelrecht beflügelt, verfasste Macrin in nur zwei Jahren seine nächste Gedichtsammlung, die Carminum libri quatuor, mit denen er sehr bald den Ruf eines zweiten Horaz gewann und entsprechende Anerkennung genoss. Ein Jahr später veröffentlichte er wieder eine neue, nun vorwiegend enkomiastische Gedichtsammlung: die dem König gewidmeten Lyricorum libri duo, zu denen er den Epithalamiorum liber, erweiterten Nachdruck des Carminum libellus von 1528, hinzufügte.
Nach seiner Ernennung zum Kammerdiener des Königs, Ende 1533 oder Anfang 1534, veröffentlichte Macrin seine nächste enkomiastische Gedichtsammlung: die Elegiarum, Epigrammatum et Odarum libri tres.

### 1537–1546: das gesicherte Ansehen
1537–1546 hat Macrin erstaunlich viele weitere Gedichte publiziert: Hymnen, Oden, Epigramme u. v. a. (zusammen um die 470 Stücke/ca. 18.000 Verse: fast 50 % seines gesamten Werkes).
Zunächst (1537) ging es vorwiegend um eine enkomiastische Dichtung: pietätvolle Gedichte an Gottvater, Christus und Maria, Lobgedichte zu Ehren des Königs und weiterer hochgestellter Personen. Bald darauf (1538–1540) folgte fast ausschließlich eine religiöse Dichtung: Psalmenparaphrasen, Paeani (= Hymnen) und andere pietätvolle Gedichte, bevor Macrin mit seinen Oden von 1546 teilweise zu einer weltlichen Dichtung zurückkehrte.
In diesem Zeitraum wirkte der 47- bis 56-jährige Macrin als unbestrittene Leitfigur der neulateinischen, jüngeren Dichtergeneration Frankreichs.

### 1548–1550: die letzten Werke
Bald aber, durch das Vorrücken der Nationalsprache, den Tod zahlreicher Freunde, den stets schlechter werdenden Gesundheitszustand des Königs Franz I. († 1547) und das Fortschreiten des eigenen Alters ließ allmählich der ehemalige Schwung Macrins nach. Von 1546 bis 1549 veröffentlichte er noch drei Gedichtsammlungen (ca. 170 Gedichte/über 4.000 Verse). Doch als seine Frau starb, war das Ende seiner Dichterkarriere in Sicht.
Doch noch eine letzte Gedichtsammlung veröffentlichte der 60-jährige Witwer im selben Jahr: die Naeniarum libri tres, ein literarischer Tumulus zum Tode seiner Ehefrau, in dem Macrin seine tiefe Trauer in vielen Variationen ausdrückte und an dem sich zahlreiche Dichter der neuen Generation – in lateinischer, griechischer oder französischer Sprache – als Zeichen ihrer Verehrung für den alten Meister beteiligten: Jean Dorat, Joachim Du Bellay, Nicolas Denisot u. a.

## Originalausgaben
(unter verschiedenen Künstlernamen erschienen)
- Io. Salmonii Materni Lodunatis Elegiarum Triumphalium liber. Paris 1512. Gallica
- Io. Salmonii Materni Lodunatis De Christi Superbenedicti Assertoris nostri morte Hephodion. Paris 1514.
- Io. Salmonii Macrini Lodunatis Elegia de Christi Superbenedicti Assertoris nostri morte. Paris 1515.
- Ioannis Salmonii Macrini Aquitani Sylva cui titulus Soter. Paris 1515–1516.
- Salmonii Macrini Iuliodunensis Carminum libellus. Paris 1528. BSB
- Salmonii Macrini Iuliodunensis Carminum libri quatuor. Paris 1530.
- Salmonii Macrini Iuliodunensis Lyricorum libri duo. Epithalamiorum liber unus. Paris 1531. Gallica
- Salmonii Macrini Iuliodunensis Cubicularii Regii Elegiarum, Epigrammatum et Odarum libri tres. Paris 1534.
- Salmonii Macrini Iuliodunen. Cubicularii Regii Hymnorum libri sex. Paris 1537. Gallica
- Salmonii Macrini Iuliodunensis Cubicularii Regii Odarum libri sex. Eiusdem aliquot Epigrammata. Lyon 1537.
- Septem Psalmi in lyricos numeros. Paeanum libri quatuor. Per Salmonium Macrinum Iuliodunensem Cubicularium Regium. Poitiers 1538.
- Salmonii Macrini Iuliodunensis Cubicularii Regii Hymnorum selectorum libri tres. Paris 1540. Gallica
- Salmonii Macrini Iuliodunensis Cubicularii Regii Odarum libri tres. Paris 1546. BSB
- Salmonii Macrini Iuliodunensis Cubicularii Regii Epigrammatum libri duo. Poitiers 1548.
- Salmonii Macrini Iuliodunensis Cubicularii Regii Epitome vitae Domini Nostri Iesu Christi. Varia item Poëmatia. Paris 1549.
- Salmonii Macrini Iuliodunensis Cubicularii Regii Naeniarum libri tres. Paris 1550. BSB

## Moderne Ausgaben
- Georges Soubeille: Jean Salmon Macrin, Le livre des Épithalames (1528–1531). Les Odes de 1530 (Livres I & II). Édition critique avec introduction, traduction et notes. UTM, Toulouse 1978.
- Georges Soubeille: Jean Salmon Macrin, Épithalames & Odes. Édition critique avec introduction, traduction et notes (= Textes de la Renaissance sous la direction de Claude Blum, 20). Paris 1998, ISBN 2-85203-905-2.
- Marie-Françoise Schumann: Salmon Macrin und sein Werk unter besonderer Berücksichtigung der ‚carmina ad Gelonidem’ von 1528 und 1530 (= Hamburger Beiträge zur Neulateinischen Philologie. Bd. 6). LIT, Münster 2009, ISBN 978-3-643-10304-8 (Teilausgabe).
- Suzanne Guillet-Laburthe: Jean Salmon Macrin, Hymnes (1537). Édition, traduction et commentaire (= Travaux d’Humanisme et Renaissance 481). Droz, Genève 2010, ISBN 978-2-600-01423-6.
- Marie-Françoise Schumann: Salmon Macrins Gedichtsammlungen von 1528 bis 1534. Edition mit Wortindex (= Hamburger Beiträge zur Neulateinischen Philologie. Bd. 7). LIT, Münster 2011, ISBN 978-3-643-11016-9. Google Books
- Marie-Françoise Schumann: Salmon Macrins Gedichtsammlungen von 1537. Edition mit Wortindex (= Hamburger Beiträge zur Neulateinischen Philologie. Bd. 8). LIT, Münster 2012, ISBN 978-3-643-11833-2. Google Books
- Marie-Françoise Schumann: Salmon Macrins Gedichtsammlungen von 1538 bis 1546. Edition mit Wortindex (= Hamburger Beiträge zur Neulateinischen Philologie. Bd. 9). LIT, Münster 2013, ISBN 978-3-643-12168-4. Google Books